# Terza base

Posizione della Terza base sul campo da baseball.

La terza base (3B) è un ruolo difensivo del baseball e del softball, ricoperto dal giocatore che si occupa di controllare l'omonima base sul campo.
Nelle annotazioni relative alle partite, la posizione del difensore di terza base viene indicata con il numero 5.

## I compiti
Oltre che a lavorare per difendere la propria base, deve collaborare con l'interbase per eseguire il doppio gioco o il triplo gioco, quando essi sono possibili.
È un ruolo che richiede riflessi prontissimi poiché le palle battute nella sua zona di campo sono molto veloci (motivo per cui la terza base viene chiamata "hot corner", angolo caldo), inoltre solitamente deve trattarsi di un giocatore dal braccio molto forte poiché la maggior parte delle giocate che effettua sono rivolte al prima base che si trova dall'altra parte del diamante, a quasi 40 metri di distanza.